# Película erótica

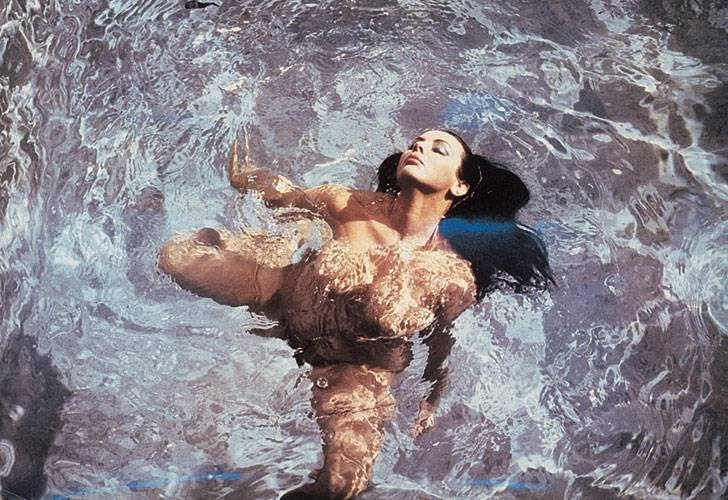
La símbolo sexual argentina Isabel Sarli en La mujer de mi padre de Armando Bó, 1968.

El erotismo es un género cinematográfico orientado a ese tema y en el comportamiento sexual humano, incluyendo escenas de amor. Las escenas eróticas en el cine han existido desde la época del cine mudo. Muchos de los actores de cine de cualquier género, en algún momento de sus carreras, han mostrado como mínimo partes del cuerpo con o sin ropa, de forma sexualmente provocativa según los estándares actuales. Algunas películas que contienen escenas sexuales han sido criticadas por grupos religiosos y/o han sido prohibidas por gobiernos. Las escenas sexuales se han representado en muchos géneros de películas; mientras que en algunos la sexualidad ha sido raramente representada.

## Terminología
La película erótica se debe distinguir de una película sexual, que por lo general se refiere a una película pornográfica, y a veces a una película de educación sexual. También debe distinguirse de la desnudez en el cine, aunque la desnudez en este género suele representarse en un contexto sexualizado. Por ejemplo, la desnudez en el contexto del naturismo no se considera únicamente como algo sexual. Algunos cinéfilos separan el «sexo grato» y las escenas sexuales que representan la parte integral de la trama de una película.
Las escenas sexuales son la característica principal de una película pornográfica. En las películas blandas, la sexualidad es menos explícita. En las películas eróticas la sexualidad es sugestiva, pero no necesariamente contiene desnudos.

## Tendencias por región

### Europa
El español Pedro Almodóvar es un director prolífico que ha incluido el erotismo en muchas de sus películas. El italiano Tinto Brass ha dedicado su carrera a llevar a la sexualidad explícita al cine mainstream. Sus películas son también destacadamente amigables con el feminismo. El cineasta francés Catherine Breillat causó polémica al presentar sexo sin fingir en sus películas Romance en 1999 y Anatomía del Infierno en el 2004. En Italia, la desnudez y las temáticas sexuales subidas de tono se remontan hacia la época del cine mudo con películas como Los últimos días de Pompeya en 1926. El danés Lars von Trier ha incluido escenas sexuales subidas de tono en algunas de sus películas, como en Rompiendo las olas en 1996, Los Idiotas en 1998, Manderlay en el 2005, Anticristo en el 2009 y  Ninfómana en 2014. También cofundó la compañía de cine Puzzy Power, una filial de su empresa Zentropa, destinada a producir hardcore para mujeres. La vida de Adèle (2013) causó mucha polémica internacional debido a la descripción franca de la sexualidad entre dos mujeres jóvenes. No obstante, ganó la Palma de Oro de Cannes en mayo de 2013.

### Estados Unidos
En los Estados Unidos, las películas eróticas suelen ser principalmente de trama relacionada con los personajes o de trama sencillo, con muchas coincidencias entre las dos. La mayoría de los dramas se centran en torno al desarrollo de la historia de los personajes, como Secretaria (2002) de Steven Shainberg. Las de comedia, especialmente las comedias románticas y dramas románticos, se inclinan más hacia la interacción entre los personajes.
Las películas de misterio, de suspense, de drama y de terror se inclinan hacia argumentos subidos de tono y premisas, como El último tango en París (1972), Vestida para matar (1980), Fuego en el cuerpo (1981), Nueve semanas y media (1986), El corazón del ángel (1987), Basic Instinct (1992), Una Mujer blanca (1992), El color de la noche (1994), Showgirls (1995), Leaving Las Vegas (1995), Different Strokes (1997), Cosas Salvajes (1998), Eyes Wide Shut (1999) y En la Corte (2003). Otras, como About Last Night... (1986), El Grillete del Monstruo (2001),  Chloe (2009) Love & Other Drugs (2010), Blue Valentine (2010),  Vergüenza (2011), Cumplimiento (2012) y Las Sesiones (2012) combinan al mismo tiempo trama y personajes subidos de tono.

#### Suspense
Un género cinematográfico sub-erótico estadounidense que es famoso es el suspense erótico, con películas como Vestida para matar (1980), El corazón del ángel (1987), Basic Instinct (1992), Mujer blanca soltera (1992), El color de la noche (1994), Wild Things (1998), Eyes Wide Shut (1999), En la Corte (2003),  Chloe (2009) y  Cumplimiento (2012) En algunas películas, el desarrollo de una tensión sexual (o incluso un sexo ocasional) se utiliza a menudo para crear tensión en la historia, sobre todo si las personas involucradas no deben estar durmiendo juntas, como en Out of Sight (1998), donde una agente de policía estadounidense tiene relaciones sexuales con un criminal que ella está persiguiendo.

#### Terror
En el cine de terror, el sexo se utiliza a menudo para condenar a los personajes a morir. Los personajes involucrados en actos sexuales son a menudo los primeros en ser reclamados por el antagonista, o morirán poco después de la escena sexual, y a veces en medio de ella. Esta costumbre de ser el desafortunado que tuvo sexo en una película de terror es ampliamente representada en la serie de películas Viernes 13, donde el villano sobrenatural Jason Voorhees toma una aversión especial a los adolescentes y adultos jóvenes que tienen sexo debido a que, cuando era un niño, se ahogó en un lago por culpa de unos niños que abusaban de él, mientras que los cuidadores del campamento que debieron de haber estado supervisando estaban teniendo sexo.
En algunas interpretaciones de esta "regla", los actos sexuales causan directamente por sí mismos el fallecimiento de un personaje. En Cabin Fever un hombre pesca la enfermedad mortal porque una mujer que fue infectada (pero aún no sintomática) lo seduce y tiene sexo impulsivo con él. No usaron preservativo porque la imprudente mujer creyó que estaba sana. Irónicamente, la mujer (y la audiencia) sólo se da cuenta de que está infectada debido a unas ronchas rojas que adquirió fuera del agitado acto de hacer el amor con el hombre.   Especies  (1995) y sus secuelas también presentan muchas muertes sexuales como virtualmente todos los humanos que se aparearon con un extraterrestre en la franquicia, posteriormente mueren - las extraterrestres hembras matan a sus pretendientes humanos independientemente de que tengan malos genes o no, resistiendo los avances, o apareamientos extraterrestres exitosamente. Las mujeres que se aparearon con un extraterrestre mueren rápidamente luego del sexo porque sus abdómenes explotan durante el rápido embarazo no natural que siempre pasa.
La mayoría de las veces en las películas de terror, el típico sobreviviente es una chica joven que es aún una virgen. En la película Scream, la cual satiriza a las películas de terror, esta regla es un poco rota cuando el personaje Randy Meeks apunta que una de las reglas de las de terror es hacia el no tener sexo. En una escena de intersección, la protagonista principal de la película Sidney Prescott pierde su virginidad con Billy Loomis. Antes de que acaben, Billy es acuchillado por Ghostface y entonces Sidney es perseguida.

### India
La industria del entretenimiento es una parte importante de la India moderna, y es expresiva sobre la sociedad india en general. Históricamente, a la televisión india y a la cinematografía les faltaba un carente y franca representación del sexo; incluso recientemente, dónde hasta las escenas de besos son consideradas tabú. Por otro lado, dónde son mostradas escenas de violaciones o escenas mostrando asaltos sexuales. Actualmente, algunos estados indios muestran escenas sexuales blandas y desnudez en el cine, mientras que en otras áreas no. Las películas mainstream son aún ampliamente abastecidas por las masas en la India, sin embargo, el cine arte y las películas extranjeras que contienen sexualidad son vistas por los indios. Debido al mismo proceso de glamurización del cine de entretenimiento que ocurrió en Hollywood, el cine indio, principalmente la industria de Bollywood hindihablante, también empieza a agregar sugerencias sexuales.

### México, Argentina y Brasil

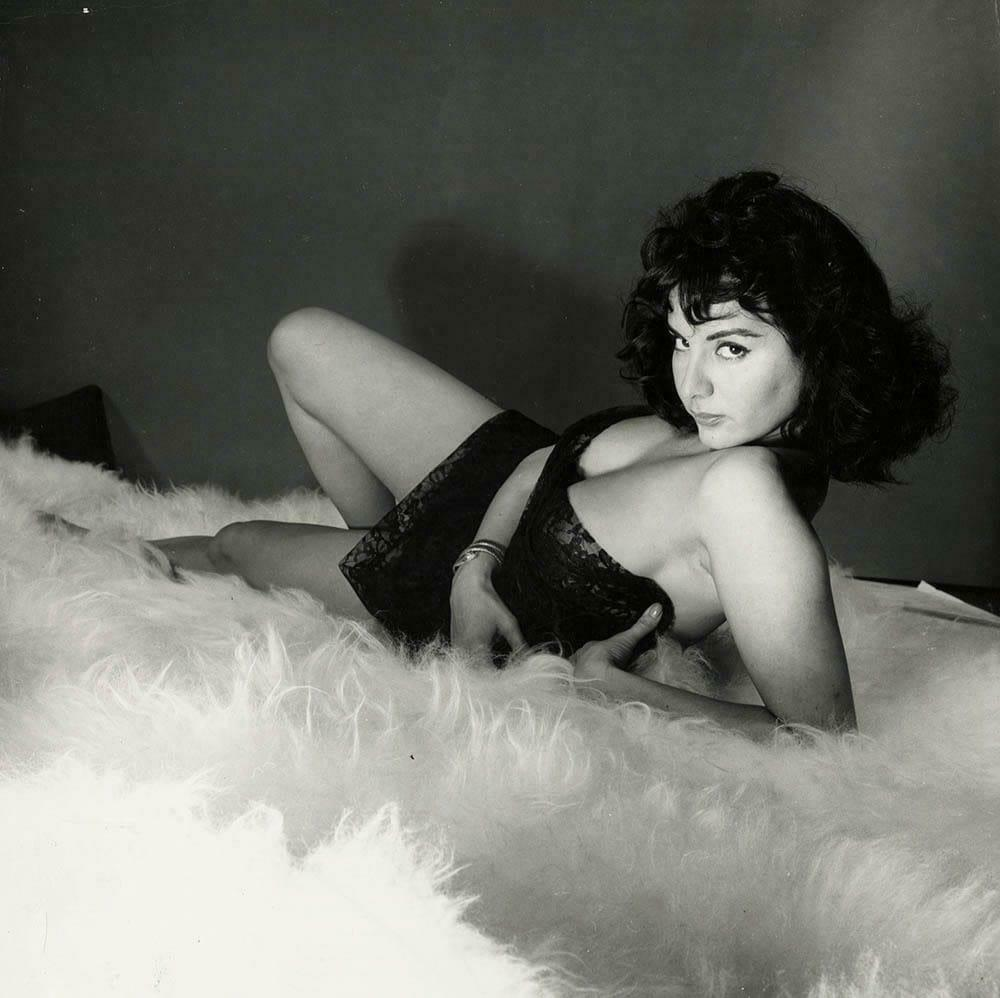
Isabel Sarli en los años 1960. Su serie de películas producidas junto a Armando Bó entre los años 1950 y 1980 la han convertido en un icono mundial del sexploitation.

En México, muchas películas de drama, de aventuras y de comedia están basadas en torno al erotismo, el pecado o al sexo,tal es el caso de películas como Santa (Luis Peredo, 1918) en versión silente,Santa (Antonio Moreno, 1932) en versión sonora, La mujer del puerto (Arcady Boytler, 1934),La mancha de sangre (Adolfo Best Maugard, 1937) con escenas de desnudos frontales,La Fuerza del deseo (Miguel M. Delgado, 1955) con la actriz Ana Luisa Peluffo.El Erotismo y el sexo en el cine de terror: Satánico pandemonium (Gilberto Martínez Solares ,1975), Alucarda, la hija de las tinieblas (Juan López Moctezuma ,1975), Santo en el tesoro de Drácula (o El vampiro y el sexo en su versión sin censura) (René Cardona, 1968) y Las Ficheras (Miguel M. Delgado 1975). 
En el caso de la comedia, retrata típicamente a los hombres como criaturas buscadoras de sexo imparables y a las mujeres como sus objetivos deseosos. A pesar de que tales comedias disminuyeron durante los 90's, empleadas domésticas, trabajadoras de bares, bailarinas y esposas de vecinos continúan siendo retratadas como potenciales asociaciones sexuales deseosas. Las películas La tarea (Jaime Humberto Hermosillo, 1991), El callejón de los milagros (Jorge Fons) e Y tu mamá también (Alfonso Cuarón, 2001) son los ejemplos más importantes.

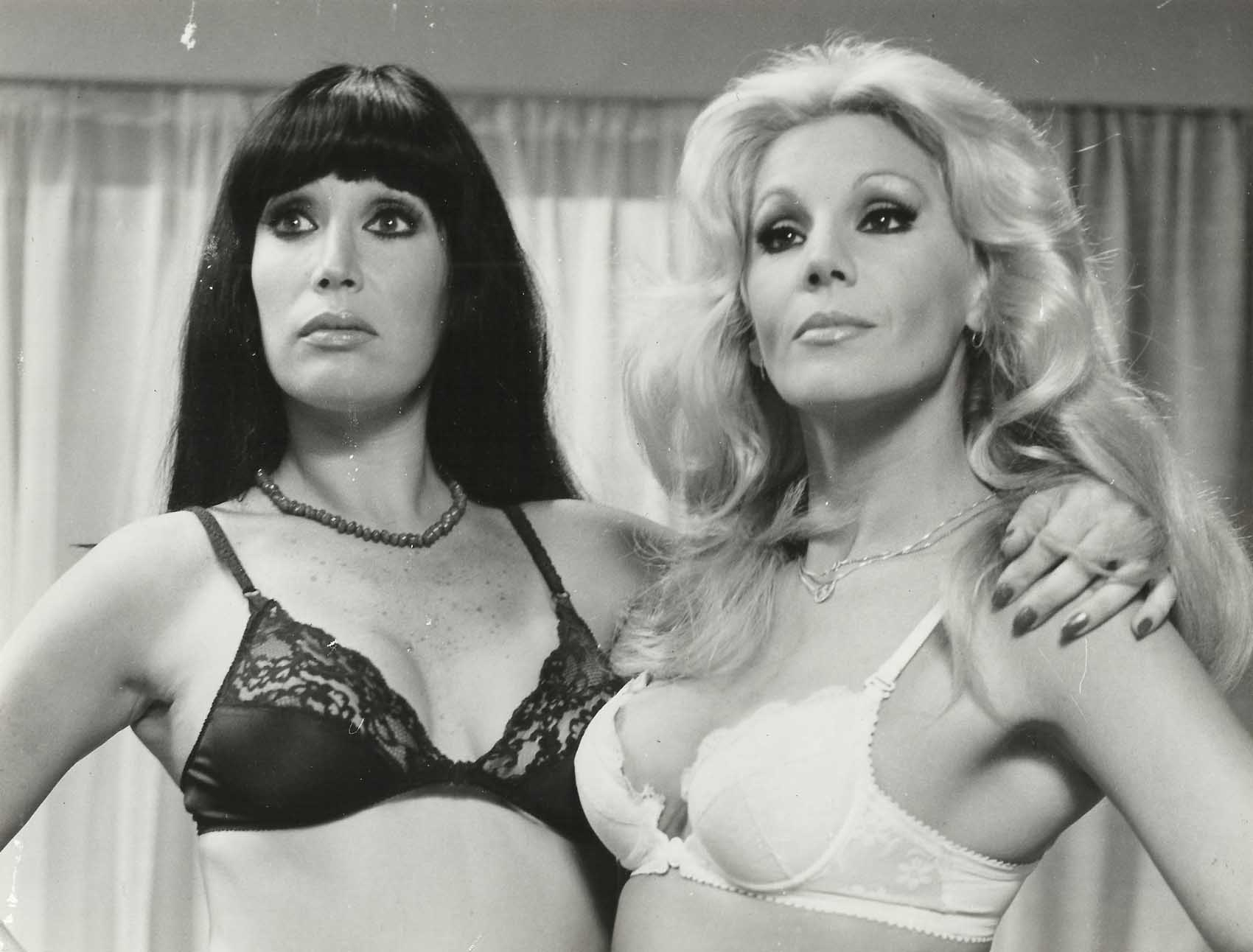
Moria Casán y Susana Giménez en la comedia picaresca A los cirujanos se les va la mano (1980).

El cine erótico de Argentina se manifiesta en El trueno entre las hojas (1958, tenida a todos los niveles por la primera película argentina en que aparecía un desnudo frontal íntegro, si bien cabe destacar que en la famosa escena en la que el personaje de la Flavia se baña en medio de un río sin ropa alguna en ningún momento del poco más de minuto y medio que dura la secuencia se distinguen con total claridad otras zonas erógenas más que las tetas,17 que «pasaron en ese momento a convertirse en la obsesión de varias generaciones de varones»), Sabaleros (1959),  India (1960), La tentación desnuda (1966), La mujer de mi padre (1968) o Éxtasis tropical (1978), todas ellas dirigidas por el cineasta Armando Bó e interpretadas por la actriz, modelo y símbolo sexual Isabel Sarli. Uno de los géneros más exitosos del período de la última dictadura cívico-militar fue la llamada comedia picaresca, cuyo mayor exponente fue la serie de películas protagonizadas por el dúo cómico de Alberto Olmedo y Jorge Porcel para la productora Aries Cinematográfica Argentina. Se caracterizaban por su «contenido sexual ligero, el abordaje de temas prohibidos como la infidelidad y la disociación entre sexo y amor, el uso de doble sentido y la presencia de mujeres-objeto con escasa ropa». La comedia picaresca fue el «género que más eludió la censura durante la dictadura». Esto se debió a que, a pesar de su contenido subido de tono, las películas no incluían desnudos ni contenido sexual explícito, por lo que eran toleradas por el ECC. Además, las comedias picarescas eran «esencialmente conservadoras ya que la mayoría exaltaba el matrimonio, los roles tradicionales de género y el decoro, y las tramas solían castigar a los personajes sexualmente liberados». Aries se convirtió en la productora de mayor actividad durante los años de la última dictadura, y más de la mitad de sus títulos publicados en el período fueron las comedias picarescas protagonizadas por el dúo de Olmedo y Porcel.
En Brasil, surge un nuevo género cinematográfico propiamente brasileño conocido como la pornochanchada caracterizado de forma muy parecida al destape español por la producción continuada de una serie de películas en las que llegaron a exhibirse en numerosas ocasiones completamente desnudas buena parte de las jóvenes actrices del momento como Sônia Braga, Meiry Vieira, Helena Ramos, Vera Fischer, Matilde Mastrangi, Aldine Müller, Sandra Bréa, Nicole Puzzi, Patrícia Scalvi, Rossana Ghessa, Kate Lyra, Vanessa Alves o Adele Fátima, protagonistas de cintas como A Virgem e o Machao (José Mojica Marins, 1974), As Aventuras Amorosas de un Padeiro (Waldir Onofre, 1975), Presidio de Mulheres Violentadas (dirigida en 1977 por Luiz Castellini y Antonio Polo Galante), A Prisão (Oswaldo de Oliveira, 1980), Mulher Objeto (Silvio de Abreu, 1981), O Império do Desejo (Carlos Reichenbach, 1981),  Pornô! (dirigida también en 1981 por David Cardoso, Luiz Castellini y John Doo),  Amor, Estranho Amor o Despertar (Walter Hugo Khouri, 1982) con la actuación de la cantante y actriz Xuxa Meneghel, etc.20

### Televisión
Muchas series dramáticas, y soap operas que pasan de día están basadas en torno al sexo. El nudismo parcial fue aceptable de vez en cuándo en la televisión de día en los 70's desapareciendo antes del 2000, debido parcialmente a las morales conservadoras. pero también al predominio de las suscripciones de cable y satélite. Sólo ocasionalmente PBS dispone de desnudez. En 2008 y 2009, el canal de televisión francés Canal+ dispuso de una serie titulada X Femmes (en español: Mujeres X). Esto consistió de diez películas cortas filmadas por directoras femeninas con la meta de producir erótica desde un punto de vista femenino.